# Gaibiel
Gaibiel ist eine Gemeinde (Municipio) mit 199 Einwohnern (Stand: 2024) in der Provinz Castellón in der spanischen autonomomen Region Valencia. 

## Geographie
Gaibiel liegt etwa 45 Kilometer westsüdwestlich der Provinzhauptstadt Castellón de la Plana und etwa 50 Kilometer nördlich von Valencia im Bezirk Alto Palancia in einer Höhe von ca. 515 m.

## Sehenswürdigkeiten

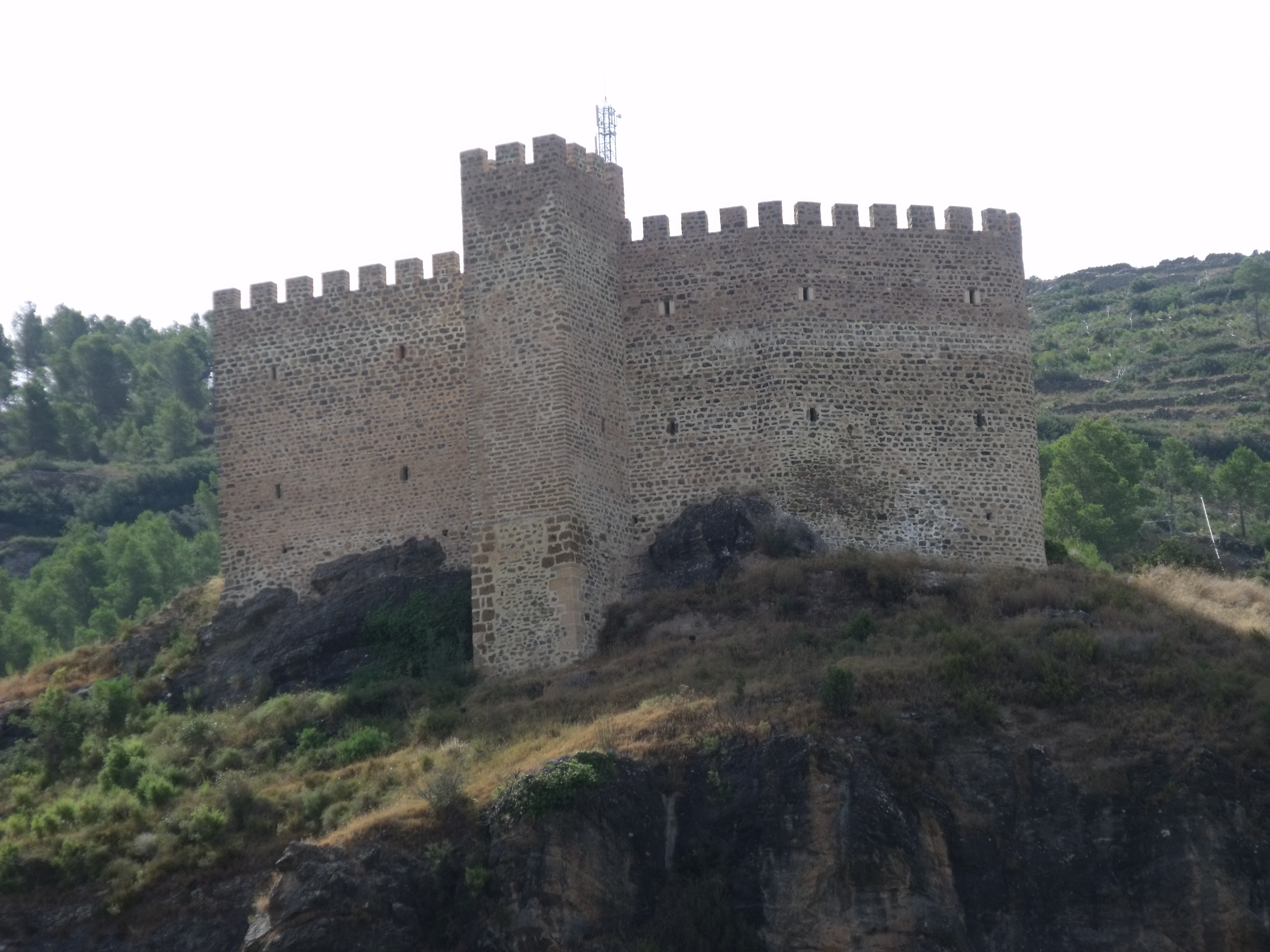
Burganlage von Gaibiel
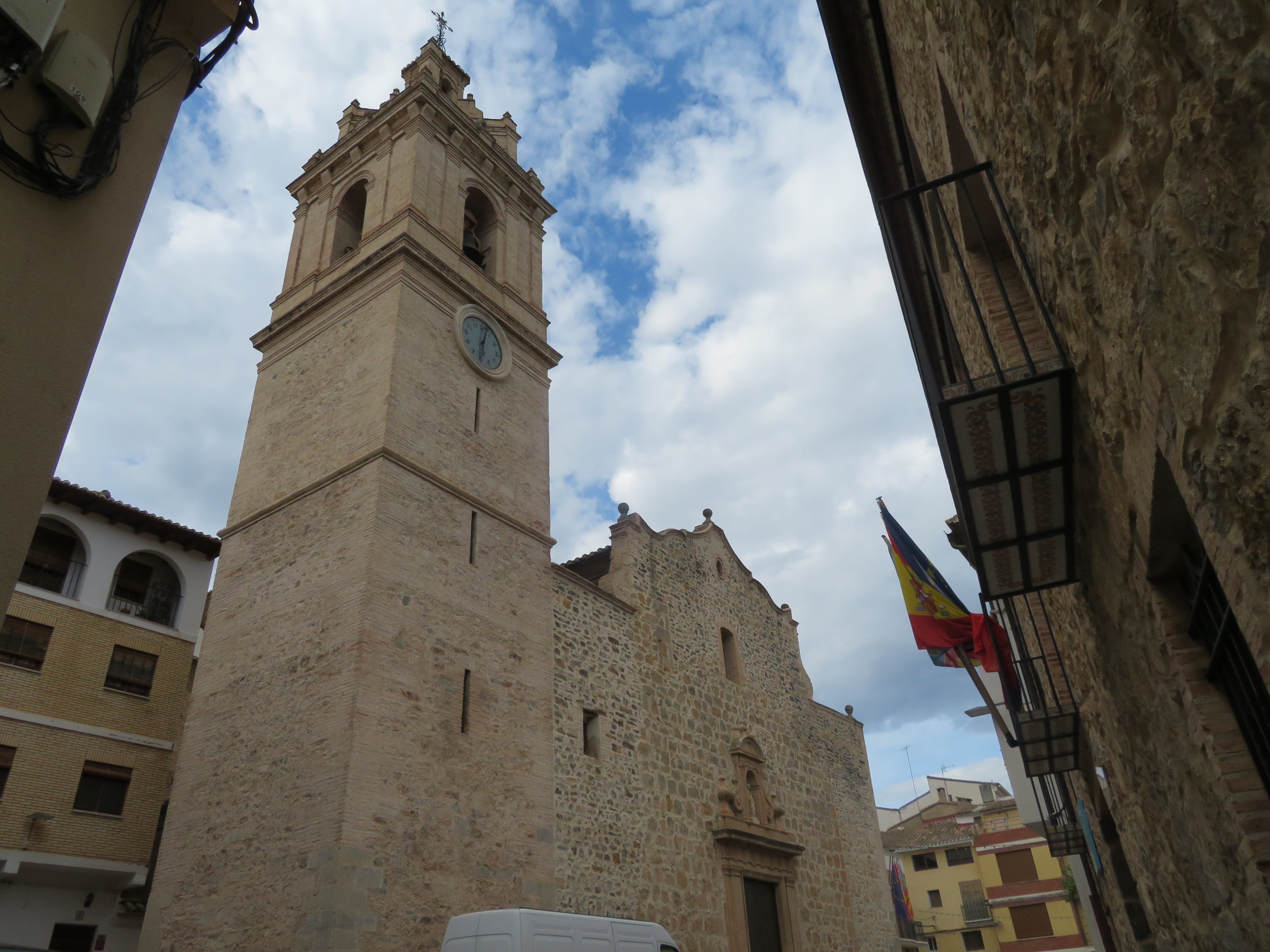
Peterskirche
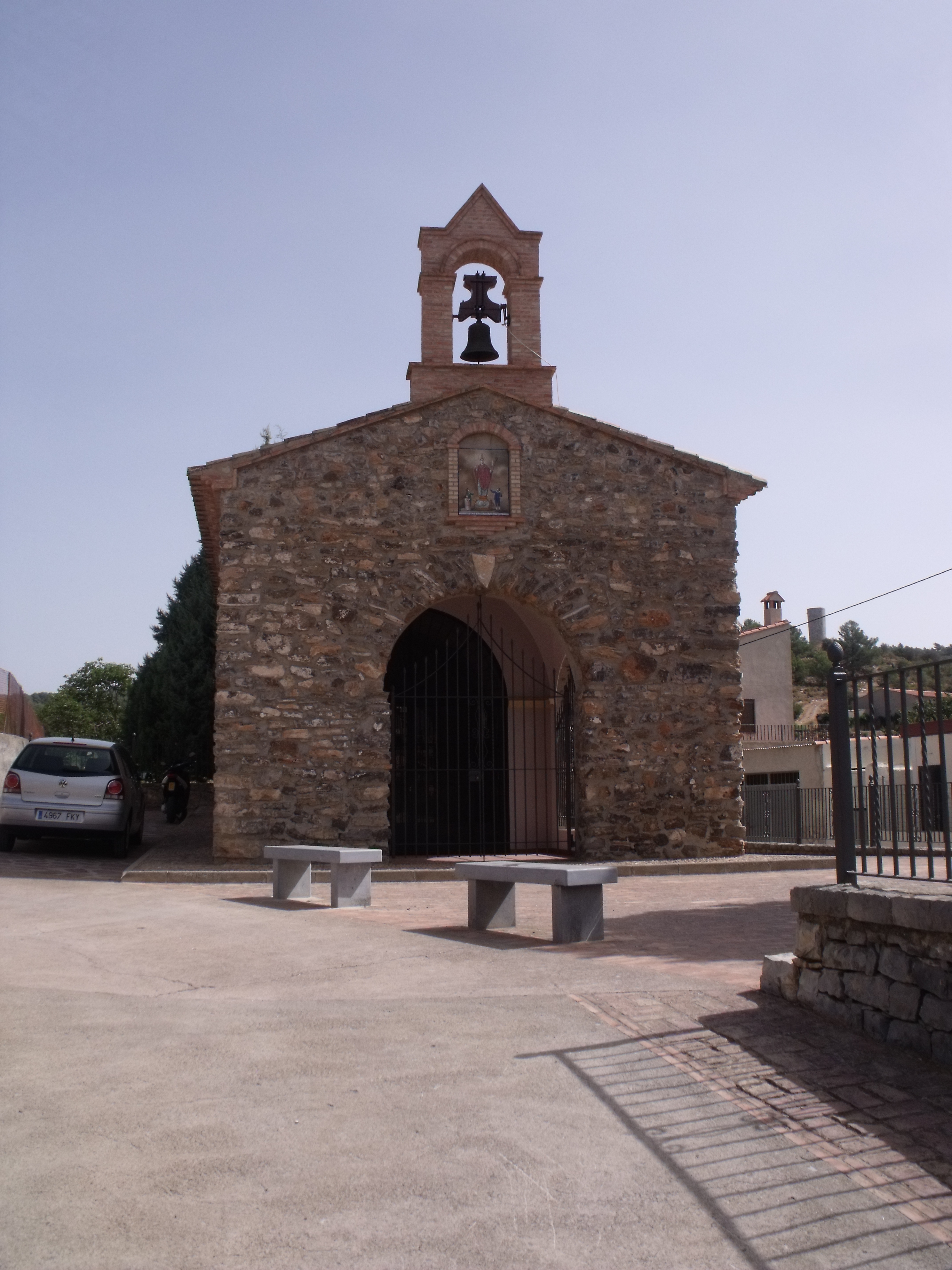
Blasiuskapelle
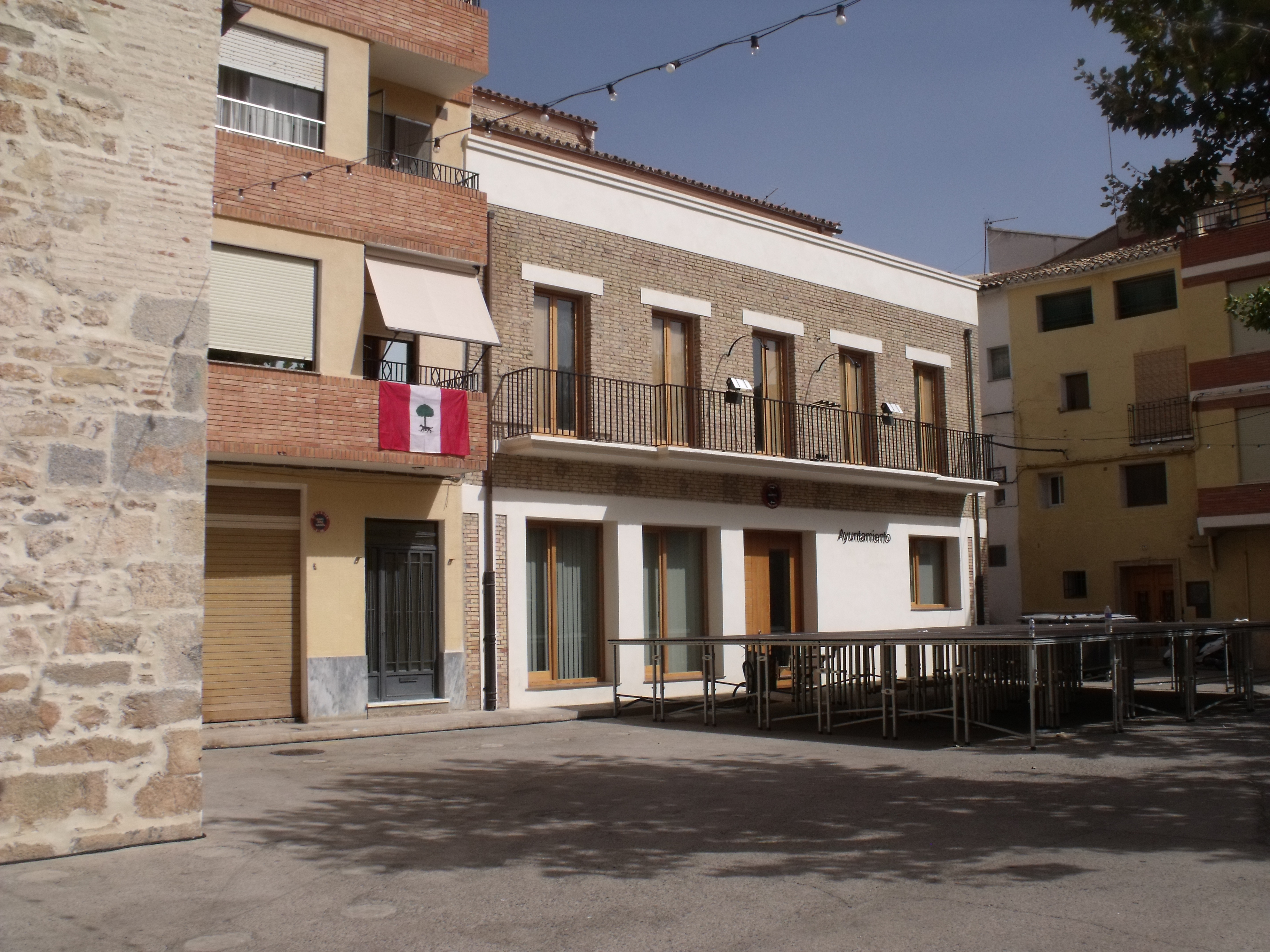
Rathaus

- Burganlage von Gaibiel
- Peterskirche
- Blasiuskapelle
- Rathaus